# 제58회 아카데미상
제58회 아카데미상은 1986년 3월 24일에 열린 시상식이다. LA 도로시 챈들러 파빌리온에서 개최되었으며 사회자는 앨런 알다, 제인 폰다, 로빈 윌리엄스이다.

## 후보 및 수상

### 작품상
- 아웃 오브 아프리카 - 시드니 폴락 수상
- 컬러 퍼플 - 스티븐 스필버그
- 거미 여인의 키스 - David Weisman
- 프리찌스 오너 - 존 포먼
- 위트니스 - Edward S. Feldman

### 남우주연상
- 거미 여인의 키스 - 윌리암 허트 수상
- 머피의 로맨스 - 제임스 가너
- 프리찌스 오너 - 잭 니콜슨
- 폭주 기관차 - 존 보이트
- 위트니스 - 해리슨 포드

### 여우주연상
- 바운티풀 가는 길 - 제라르딘 페이지 수상
- 신의 아그네스 - 앤 밴크로프트
- 컬러 퍼플 - 우피 골드버그
- 아웃 오브 아프리카 - 메릴 스트립
- 스위트 드림 - 제시카 랭

### 남우조연상
- 코쿤 - 돈 아메체 수상
- 톱니 바퀴의 칼날 - 로버트 로지아
- 아웃 오브 아프리카 - 클라우스 마리아 브랜도어
- 프리찌스 오너 - 윌리엄 힉키
- 폭주 기관차 - 에릭 로버츠

### 여우조연상
- 프리찌스 오너 - 안젤리카 휴스턴 수상
- 신의 아그네스 - 멕 틸리
- 컬러 퍼플 - 마가렛 에이버리
- 컬러 퍼플 - 오프라 윈프리
- 인생이여 다시 한번 - 에이미 메디건

### 감독상
- 아웃 오브 아프리카 - 시드니 폴락 수상
- 거미 여인의 키스 - 헥터 바벤코
- 프리찌스 오너 - 존 휴스턴
- 란 - 구로사와 아키라
- 위트니스 - 피터 위어

### 각본상
- 위트니스 - 얼 W. 월리스 수상

### 각색상
- 아웃 오브 아프리카 - 커트 루드키 수상

### 촬영상
- 아웃 오브 아프리카 - 데이비드 웟킨 수상

### 편집상
- 위트니스 - 톰 노블 수상

### 미술상
- 아웃 오브 아프리카 - 스티븐 B. 그림스 수상

### 의상상
- 란 - 와다 에미 수상

### 분장상
- 마스크 - 월리 웨스트모어 수상

### 음악상
- 아웃 오브 아프리카 - 존 배리 수상

### 주제가상
- 백야 - Lionel Richie 수상

### 음향편집상
- 백 투 더 퓨쳐 - Campbell 수상

### 음향믹싱상
- 아웃 오브 아프리카 - Chris Jenkins 수상

### 시각효과상
- 코쿤 - 켄 랄스톤 수상

### 외국어영화상
- 오피셜 스토리 - 루이스 푸엔조 수상

### 단편영화상
- Anna & Bella - Cilia Van Dijk 수상
- Molly's Pilgrim - Jeff Brown 수상

### 장편다큐멘터리상
- Broken Rainbow - Maria Florio 수상

### 단편다큐멘터리상
- Witness to War: Dr. Charlie Clements - David Goodman 수상

### 공로상
- 폴 뉴먼 수상
- 알렉스 노스 수상

### 진 허숄트 박애상
- Charles 'Buddy' Rogers 수상
- 표창메달John H. Whitney Sr. 수상